# ملعب مدينة كويمبرا
استاد مدينة كويمبرا (بالبرتغالية: Estádio Cidade de Coimbra‏) هو ملعب كرة قدم يقع بمدينة قلمرية في البرتغال، وهو الملعب الرئيسي لنادي أكاديميكا كويمبرا. افتتح الملعب في 12 سبتمبر 2003، بطاقة استيعابية تصل إلى 30,210 ألف متفرج.
استضاف الملعب العديد من المنافسات منها كأس الأمم الأوروبية لكرة القدم 2004.